# Pseudomyrmex godmani
Pseudomyrmex godmani är en myrart som först beskrevs av Auguste-Henri Forel 1899.  Pseudomyrmex godmani ingår i släktet Pseudomyrmex och familjen myror. Inga underarter finns listade i Catalogue of Life.

## Bildgalleri

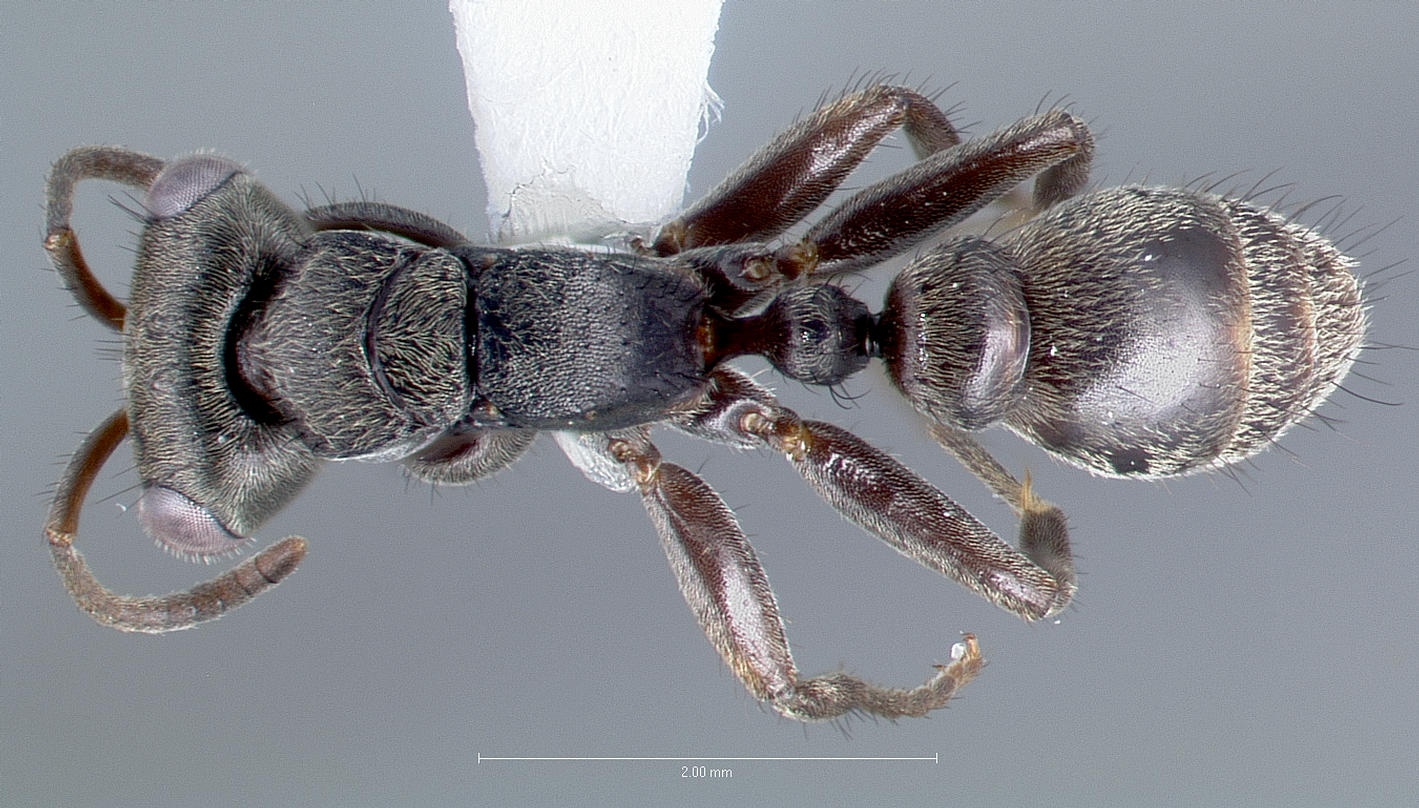
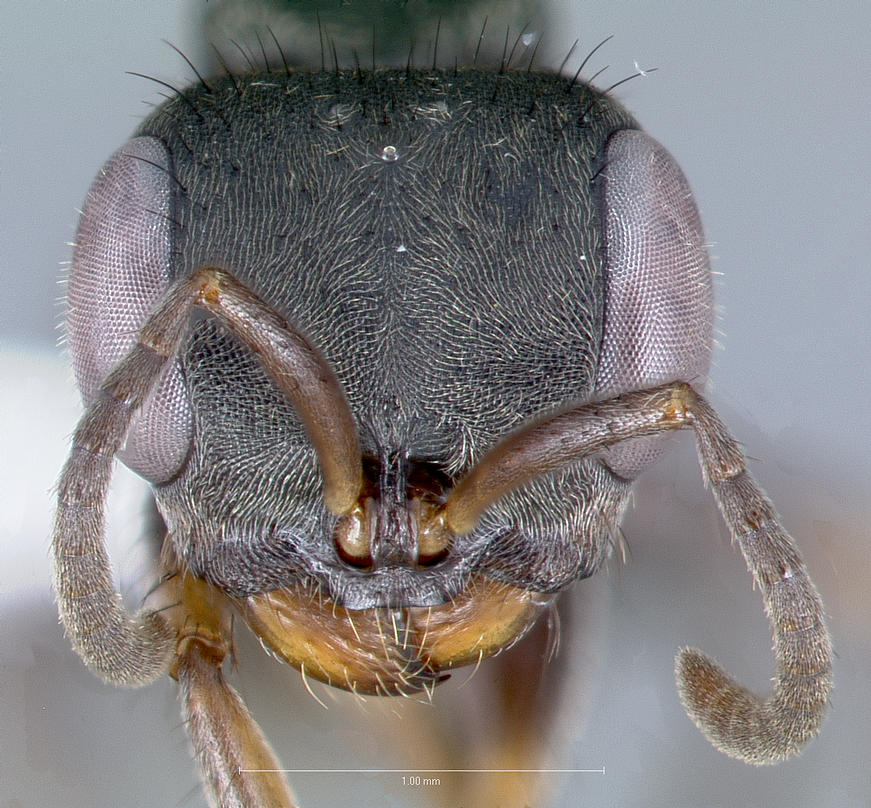
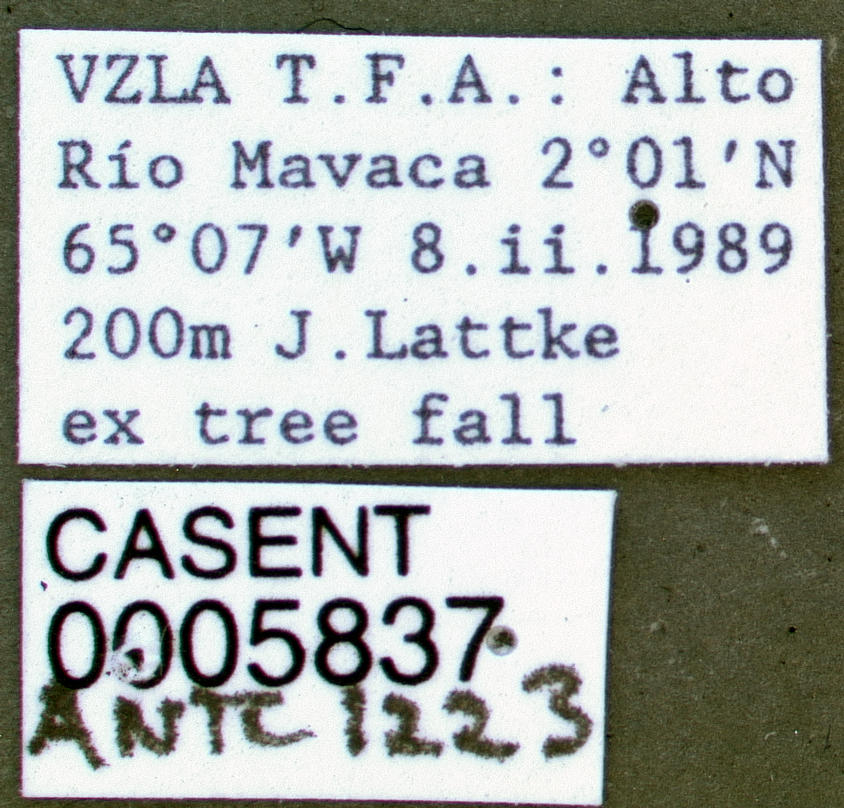
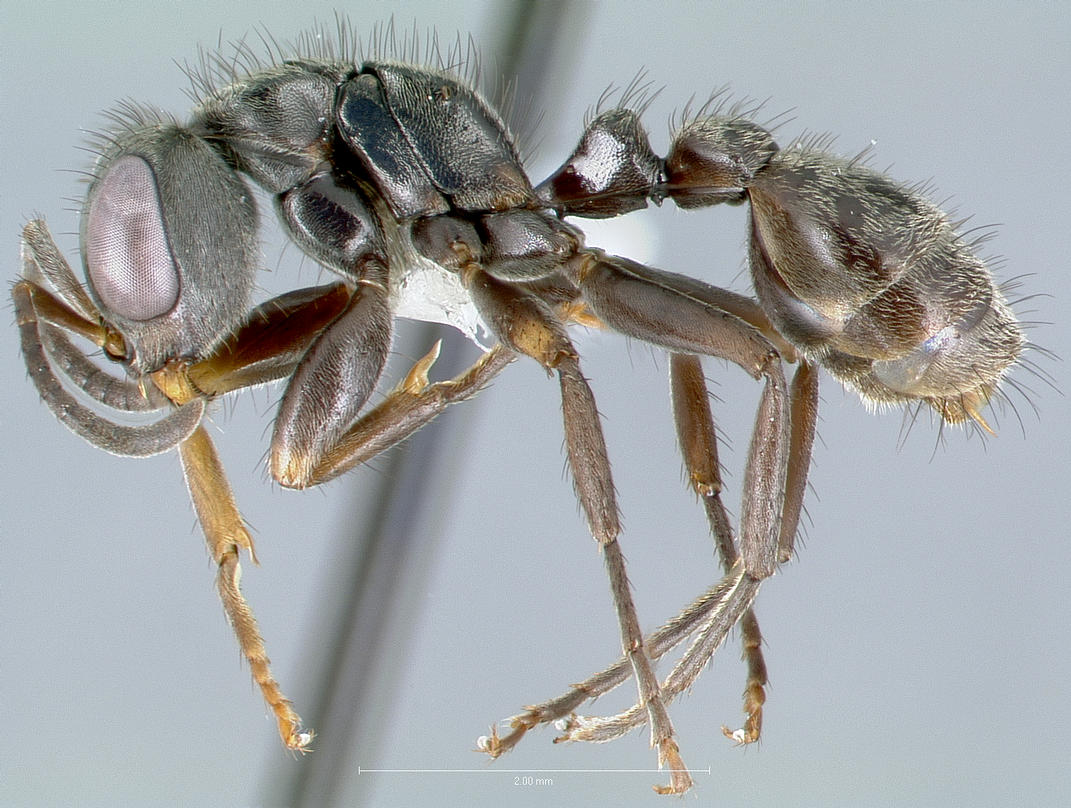